# Trichoblaniulus hirsutus
Trichoblaniulus hirsutus är en mångfotingart som först beskrevs av Henri W. Brölemann 1889.  Trichoblaniulus hirsutus ingår i släktet Trichoblaniulus och familjen Trichoblaniulidae. Inga underarter finns listade i Catalogue of Life.